# الخط الزمني لمدينة سامراء
فيما يلي تسلسل زمني لتاريخ مدينة سامراء، العراق.

## قبل القرن السادس عشر
- 836 - تأسيس سامراء ونقل الخليفة العباسي المعتصم العاصمة من بغداد إلى سامراء.[1][2]
- 848 - بناء الجامع الكبير في سامراء [3]
- 859 - بناء مسجد أبو دولاف [4]
- 861-11 ديسمبر: اغتيال الخليفة المتوكل. [5] [6]
- 868 - توفي العالم الإسلامي والإمام العاشر من الإمامين الاثني عشر علي الهادي في سامراء في 21 حزيران / يونيو.[7][8][9][10][11][12]
- 861 - 870 حرب الخلافة الأهلية، كانت نزاعًا مسلحًا أثناء«الفوضى في سامراء» [13] [14]
- 874 - توفي العالم الإسلامي والإمام الحادي عشر من الأئمة الاثني عشر حسن العسكري في سامراء في 4 كانون الثاني (يناير) [15]
- 892 - نقل الخليفة العباسي المعتمد العاصمة من سامراء إلى بغداد.[1]
- 1258 - احتلال قوات الإمبراطورية المغولية لسامراء.[16]

## القرنين السادس عشر والتاسع عشر
- 1508 - زار شاه إيران إسماعيل الأول مرقد العسكري بعد أن احتل جيشه مدينة سامراء [17]
- 1553 - قام الأدميرال العثماني سيدي علي ريس بزيارة مرقد العسكري في المدينة [18]
- 1705 - زار والي بغداد العثماني حسن باشا مرقد العسكري في المدينة [19]
- 1733 - معركة سامراء بين الإمبراطورية الصفوية والإمبراطورية العثمانية في 19 يوليو وانتصار الإمبراطورية العثمانية [20]
- 1785 - بناء سور سامراء حول المدينة [21]
- 1870 - زار شاه قاجار إيران ناصر الدين شاه ضريح العسكري [22]
- 1874- أيلول: انتقل المرجع الشيعي العراقي ميرزا شيرازي إلى سامراء وقضى حياته هناك [23]
- 1878 - بناء أول جسر في المدينة على نهر دجلة.[24]
- 1881 - تم افتتاح أول مدرسة ابتدائية [24]
- 1890 - إنشاء حوزة ميرزا شيرازي [25]
- 1895-20 شباط / فبراير: وفاة المرجع الشيعي العراقي ميرزا شيرازي في سامراء ودفن في ضريح الإمام علي في النجف [26]

## القرن ال 20
- 1917 - احتلت القوات البريطانية سامراء في 23 أبريل [27]
- 1936 - إزالة سور سامراء [28]
- 1956 - افتتاح سد سامراء بعد ثلاث سنوات من بنائه [29]
- 1965 - تم إنشاء الشركة العامة لصناعة الأدوية والمستلزمات الطبية.[30]
- 1973 - تشكيل نادي سامراء لكرة القدم.[31]

## القرن ال 21
- 2004 - معركة سامراء في أكتوبر.[32]
- 2006- تفجير مسجد العسكري في 22 فبراير [33]
- 2007 - تفجير مسجد العسكري في 13 يونيو [34]
- 2011-12 فبراير: قصف [35]
- 2012 - إنشاء جامعة سامراء.[36]
- 2014 - معركة سامراء في يونيو [37]